# Skąpa Góra
Skąpa Góra – wzniesienie o wysokości 135,0 m n.p.m. na Pojezierzu Drawskim, położone w woj. zachodniopomorskim, w powiecie świdwińskim, w gminie Połczyn-Zdrój.
Teren Skąpej Góry został objęty obszarem specjalnej ochrony ptaków „Ostoja Drawska”, a także specjalnym obszarem ochrony siedlisk „Dorzecze Parsęty”.
Przy zachodniej stronie wzniesienia płynie struga Brusna.
Nazwę Skąpa Góra wprowadzono urzędowo w 1950 roku, zastępując poprzednią niemiecką nazwę Schamp Berg.